# Dismorphia teresa
Dismorphia teresa är en fjärilsart som först beskrevs av William Chapman Hewitson 1869.  Dismorphia teresa ingår i släktet Dismorphia och familjen vitfjärilar. Inga underarter finns listade i Catalogue of Life.

## Bildgalleri

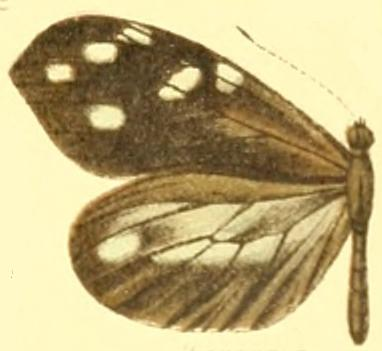
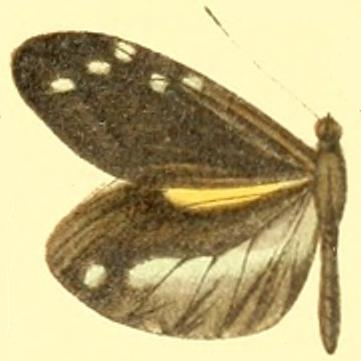
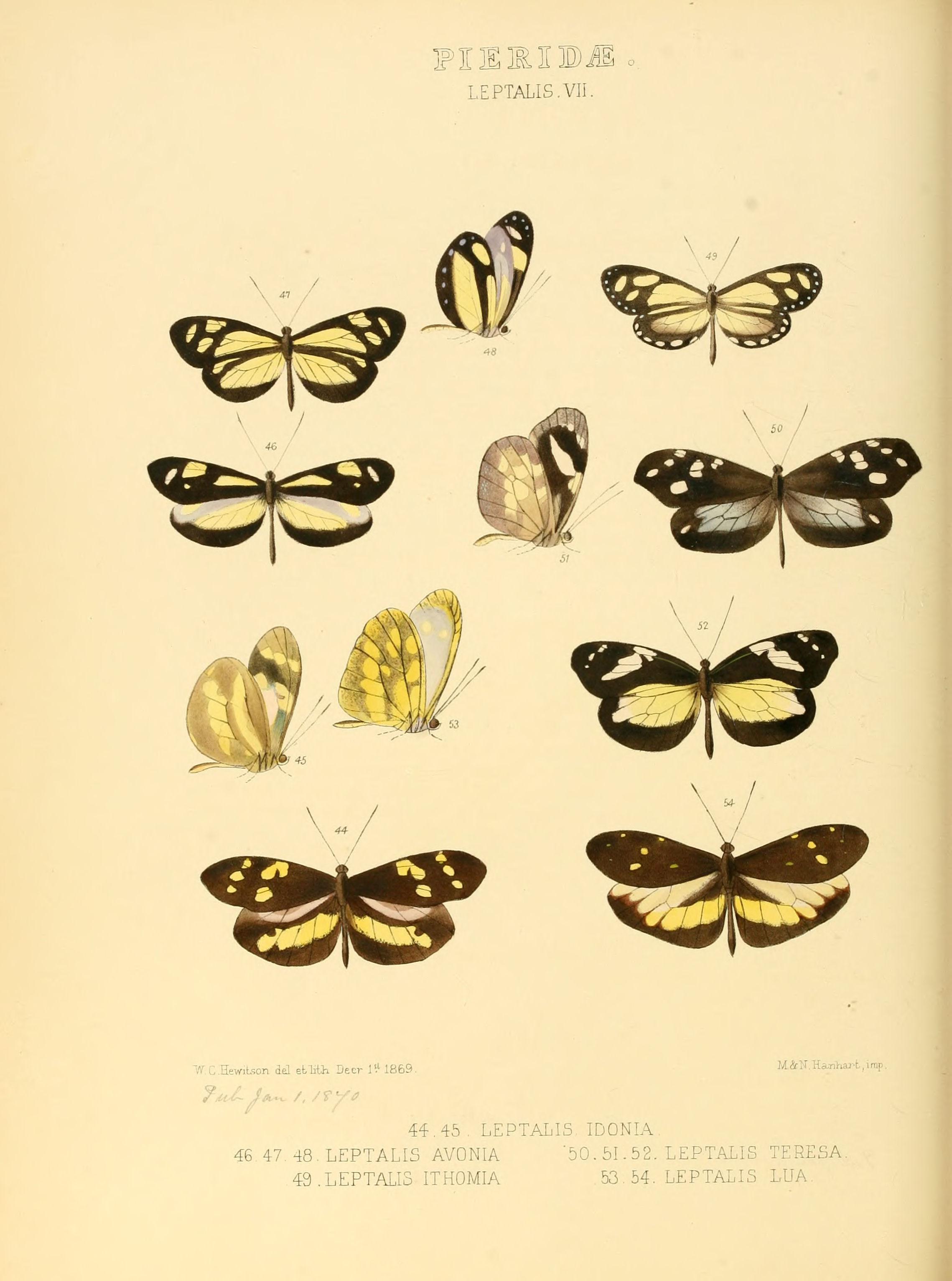